# Sir George Hamilton, 1.º Baronete, de Donalong
Sir George Hamilton, 1.º Baronete (em inglês: George Hamilton; c. 1608 - 1679), nascido na Escócia, herdou terras na Irlanda e lutou no exército irlandês pelos monarquistas sob seu cunhado James Butler, 1.º Duque de Ormonde durante as Guerras Confederadas e a conquista Cromwelliana da Irlanda. Ele foi pai de Antoine Hamilton, autor dos Mémoires du comte de Grammont, de Richard Hamilton, general jacobita, e de Elizabeth, Condessa de Gramont, "la belle Hamilton".

## Nascimento e origens
Jorge nasceu por volta de 1608,  provavelmente em Paisley, Escócia. Ele foi o quarto filho de James Hamilton e sua mulher Marion Boyd. Seu pai foi nomeado 1º Conde de Abercorn por Jaime VI e I em 1606. Seu avô paterno foi Claud Hamilton, o 1º Senhor de Paisley. A mãe de Jorge foi filha de Tomás Boyd, 6.º Lord Boyd de Kilmarnock na Escócia.
Seu pai era protestante, mas sua mãe, Marion Boyd, era uma recusante, que o educou, como todos os seus irmãos, na fé católica. Seu tio Jorge de Greenlaw e Roscrea empurraram na mesma direção. 
Ele era um dos nove irmãos, cinco irmãos e quatro irmãs:  